# 佐賀魂
佐賀魂（さがスピリッツ）は、佐賀県佐賀市に本拠地を置き、日本野球連盟に加盟している社会人野球のクラブチームである。
元プロ野球選手の新谷博が自身の故郷である佐賀県で結成した。

## 概要
2005年11月1日、元プロ野球選手の新谷博が自身の故郷である佐賀県で社会人野球チームを結成することを表明する。
2006年10月5日付けで、日本野球連盟にクラブチーム『佐賀魂』として新規登録され、12月18日に結団式が行なわれた。佐賀県内では約40年ぶりに結成された社会人野球チームで、チーム設立時から女子選手も所属している。設立時は、新谷自身が監督を務め、コーチ陣には小川浩一、河野昌人（投手兼任）、於保浩己（外野手兼任）が就任した。
2008年2月、体制の変更を行い、新谷博が総監督に、小川浩一が監督にそれぞれ就任した。同年には、全日本クラブ野球選手権大会九州予選で準優勝となり、本選に初出場を果たした。これが初の全国大会となる。本選では、初戦となる2回戦でNTTグループ東北マークスに0-13で大敗した。

## 沿革
- 2005年11月1日 - 新谷博が結成を表明
- 2006年10月5日 - 『佐賀魂』として日本野球連盟に登録
- 2007年6月16日 - 公式戦初勝利。
- 2007年7月9日 - 佐賀県杵島郡江北町と江北町営花山球場をホームグラウンドとする協定を締結
- 2008年4月28日 - 全日本クラブ野球選手権大会に初出場

## 元プロ野球選手の競技者登録
- 新谷博（監督→総監督、元：西武、日本ハム）
- 小川浩一（コーチ→監督→退団、元：日本ハム）
- 河野昌人（コーチ兼投手→退団、元：広島、ダイエー）
- 於保浩己（コーチ兼外野手→退団、元：ロッテ）
- 兵動秀治（コーチ兼内野手→退団後、競輪選手に転向。元：広島）